# Телефонный план нумерации Латвии
Телефонный план нумерации Латвии — система использования телефонных номеров Латвийской Республики. Национальный формат телефонного номера (без международного кода) включает в себя 8 цифр, за исключением специализированных коротких номеров. Контроль за осуществлением деятельности осуществляется государственной компанией «Электронная связь» (латыш. VAS "Elektroniskie sakari") и регулируется Комиссией по регулировке общественных услуг (латыш. Sabiedrisko pakalpojumu regulēšanas komisija) Латвии.

## Общий формат
Международный телефонный код Латвии — +371. Современный национальный код страны был введён в 1993 году, в ходе раздела телефонного плана распавшегося к тому моменту СССР. В советском плане нумерации бывшей Латвийской ССР принадлежал зоновый код +7 013, для дозвона в Латвию из других республик бывшего СССР использовался формат номера 8 (013) xxx xxxx. В результате ввода национального кода, Латвия стала одной из первых стран, вышедшей из советского телефонного плана нумерации. До 2008 года формат национального номера (без кода) включал в себя только 7 знаков, аналогично телефонному плану нумерации Исландии. В 2008 году все стационарные телефонные номера Латвии были дополнены начальной цифрой 6, а мобильные — цифрой 2, в результате чего национальный формат номера окончательно приобрёл восьмизначный вид. Например, дозвон в Ригу осуществлялся по следующей схеме:
- До 1993 года: +7 013 678 9012
- 1993—2008: +371 678 9012
- С 2008 года: +371 6678 9012

В современном латвийском телефонном плане нумерации отсутствует транк-префикс для междугородних звонков. Выход на международную связь осуществляется через префикс 00.

### Мобильные номера
В Латвии работает несколько операторов мобильной связи: Tele2 Latvia, BITE Latvija, Tivi, LMT, Camel Mobile и ряд менее крупных по выделенному диапазону номеров операторов. Для таких номеров в 2008 году к начальному номеру была прибавлена цифра 2:
- 2хх-ххххх

### Географические номера
Согласно телефонному плану нумерации 2008 года, районирование географических кодов производилось в рамках старого административно-территориального деления Латвии, действовавшего в 1992—2009 годах. Несмотря на то, что в рамках административно-территориальной реформы Латвии 2008—2009 годов границы новых краёв могли сильно отличаться от границ старых районов, принцип нумерации географических телефонных номеров сохранился.
- Серии номеров 5хх-ххххх в настоящее время зарезервированы для выделения в будущем. Серии 6хх-ххххх являются основными для стационарных телефонных номеров. Номера серии 7хх-ххххх выделены для общегосударственной таксофонной сети на всей территории Латвии.

| 5xx xxxxх 60x xxxxx, 61x xxxxx, 62x xxxxx 680 ххххх 687 ххххх 688 ххххх | Резерв                                                             |
| 630 xxxxx                                                               | Бывший Елгавский район                                             |
| 631 xxxxx                                                               | Бывший Тукумский район                                             |
| 632 xxxxx                                                               | Бывший Талсинский район                                            |
| 633 xxxxx                                                               | Бывший Кулдигский район                                            |
| 634 xxxxx                                                               | Бывший Лиепайский район                                            |
| 635 xxxxx 636 ххххх                                                     | Бывший Вентспилсский район                                         |
| 637 xxxxx                                                               | Бывший Добельский район                                            |
| 638 xxxxx                                                               | Бывший Салдусский район                                            |
| 639 xxxxx                                                               | Бывший Бауский район                                               |
| 640 xxxxx                                                               | Бывший Лимбажский район                                            |
| 641 xxxxx 659 ххххх                                                     | Бывший Цесисский район                                             |
| 642 xxxxx                                                               | Бывший Валмиерский район                                           |
| 643 xxxxx                                                               | Бывший Алуксненский район                                          |
| 644 xxxxx                                                               | Бывший Гулбенский район                                            |
| 645 xxxxx                                                               | Бывший Балвский район                                              |
| 646 xxxxx                                                               | Бывший Резекненский район                                          |
| 647 xxxxx                                                               | Бывший Валкский район                                              |
| 648 xxxxx                                                               | Бывший Мадонский район                                             |
| 649 xxxxx 651 ххххх                                                     | Бывший Айзкраукльский район                                        |
| 650 xxxxx 655 ххххх                                                     | Бывший Огрский район                                               |
| 652 xxxxx                                                               | Бывший Екабпилсский район                                          |
| 653 xxxxx                                                               | Бывший Прейльский район                                            |
| 654 xxxxx 658 ххххх                                                     | Бывший Даугавпилсский район, Даугавпилс                            |
| 656 xxxxx                                                               | Бывший Краславский район                                           |
| 657 xxxxx                                                               | Бывший Лудзенский район                                            |
| 66 хxxxxx 67 хxxxxx 69 хххххх                                           | Рига, бывший Рижский район                                         |
| 682 xxxxx                                                               | Резерв для бывшего Валмиерского района                             |
| 683 xxxxx                                                               | Резерв для бывшего Екабпилсского района                            |
| 684 xxxxx                                                               | Резерв для бывшего Лиепайского района                              |
| 685 xxxxx                                                               | Транкинговая система, VPN                                          |
| 686 xxxxx                                                               | Резерв для бывшего Елгавского района                               |
| 689 xxxxx                                                               | Старый формат для таксофонов всей Латвии (до 31 декабря 2011 года) |
| 789 xxxxx                                                               | Новый формат для таксофонов всей Латвии (с 1 января 2012 года)     |

### Сервисы
Все варианты сервисных номеров, начинающихся на единицу, короче стандартного национального формата. Некоторые из них также поддерживают восьмизначные национальные номера для возможности дозвона из-за границы.

#### Экстренные службы
- 112 — главный номер служб ЧС, пожарной охраны
- 110 — полиция
- 113 — скорая помощь
- 114 — газовая служба

При звонке на 112 возможен выбор оператора, отвечающего на латышском, русском или английском языках. В течение минуты компьютерная система вычисляет телефонный номер, с которого был направлен звонок на 112.

#### Клиентские сервисы
| 1xx    | Общие клиентские услуги, предоставляемые различными компаниями (стоимость звонков на эти номера может варьироваться в зависимости от номера и оператора) |
| 11x    | Дополнительные телефонные услуги коммерческих телефонных операторов                                                                                      |
| 118x   | Основные справочные службы |
| 16xx   | Внутренние клиентские сервисы (доступны только для абонентов соответствующего провайдера)                                                                |
| 18xx   | Прочие услуги |
| 116xxx | Бесплатные некоммерческие социальные услуги |

- 80x0xxxx — бесплатные услуги (национальный формат)
- 810xxxxx — совместно оплачиваемые услуги
- 821х4 — служба точного времени (5 — на латышском, 7 — на русском).
- 88xx, 89xx, 82xxx, 90x0xxxx — звонок за дополнительную плату.